# Сім красунь
«Сім красунь» (перс. هفت پیکر — Хафт пайкар) — четверта поема класика персьскої поезії Нізамі Гянджеві з його збірки «Хамсе», що була написана в 1197 році  перською мовою. Поема присвячена правителю Мараги Ала ад-Дін Корпе-Арслану ібн Аг-Сонгору. Назва поеми у  дослівному перекладі  має два значення  —  «сім портретів» або «сім красунь». У самій назві поеми присутня  метафора. Нізамі навмисне дав поемі таку назву, використовуючи гру слів. Поема відома також як «Сім куполів».
Основою сюжету поеми є  легенда про шаха Бахрама Гура (420—439 роки) із Династії Сасанідів. Майже  половину всієї поеми складають сім розповідей дружин Бахрама — царівен, що живуть у семи палацах (в шатрах), кожен з яких, відповідно до давньої міфології, присвячений  якійсь планеті і дню тижня і має відповідний колір.

## Час створення і присвята
Дата створення поеми точно не встановлена. Хоча Нізамі Гянджеві закінчив  «Іскандер-наме», яку вважав вершиною своєї творчості, в 1202 році, тому вважають, що саме поема  «Сім красунь» была останньою поемою автора.  У розділі, приуроченому причині створення поеми, Нізамі  розповідає, як від шаха Кьорпе Арслана до нього прибув посланець і замовив поему. Ця поема мала бути надзвичайно витонченою.  Поету в посланні була обіцяна велика нагорода, за умови, що замовлення буде виконано гарно. Але свобода вибору теми твору залишалась саме за Нізамі Гянджеві.
У відповідності до цього тексту декілька рукописів поеми  містять посвяту правителю  Мараги Ала ад-Дін Кьорпе-Арслану ібн Аг-Сонгору, який дав відомому поету Нізами свободу вибору теми твору.
Нізамі помер у 1208 році, а дата завершення поеми вказується  у словах «три роки після п'ятсот дев'яносто я читав цю книжку як і знамениті (поети минулого), у чотирнадцятий день місяця посту, коли чотири години дня були повними». Це означає, що датою завершення слід вважати 14 Рамадана 593 року гіджри (початок серпня 1197 року) — мабуть, це правильні дані. Однак у інших рукописах (групи «а») ім'я монарха, якому присвячена поема, змінено або неправильно написано; зазначено, що поема присвячена Кизил Арслану. Зберігся навіть вірш, у якому вказано день, місяць и час завершення написання поеми (або «після 498», тобто занадто рано, або ж «після 598/1202 року за нашим літочисленням»).

## Короткий зміст

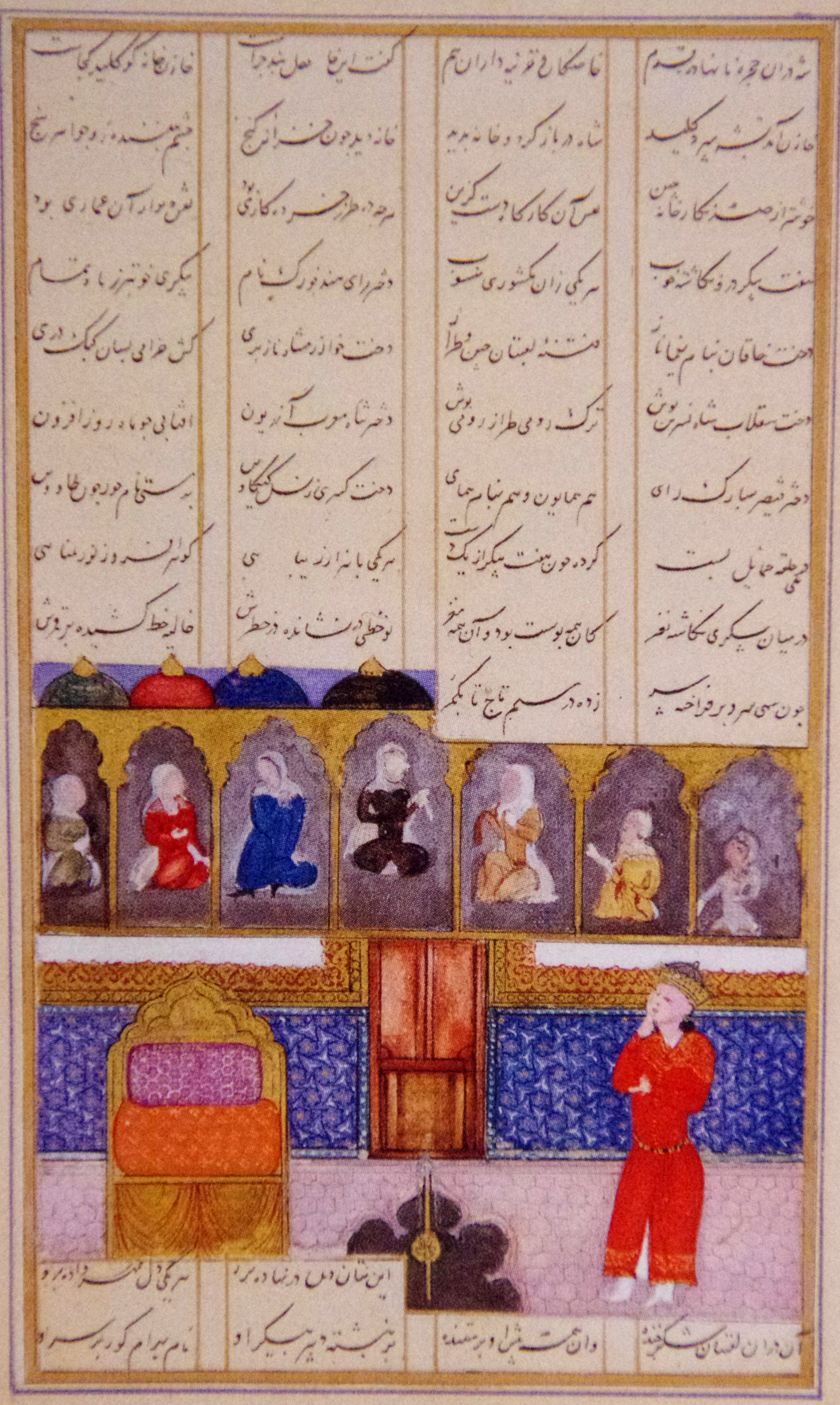
Бахрам дивиться на портрети семи красунь. Мініатюра 1479 року. Музей Азербайджанської літератури імені Нізамі Гянджеві, Баку

Після народження довгоочікуваного Бахрама за порадою мудреців його відправляють на виховання до арабського царя Номана. За наказом Номана був побудований прекрасний новий палац — Карнак. Одного разу в одній з кімнат палацу Бахрам знаходить портрети семи принцес з семи різних країн, в яких він закохується.
Після смерті батька Бахрам повертається в Персію і сходить на престол. Ставши царем, Бахрам починає пошуки семи принцес і одружується на них. Він наказує архітектору побудувати сім величних будівель — по одному для кожної зі своїх нових дружин. Архітектор розповідає Бахраму, що, згідно астрології, кожною країною, або «кліматом», тобто одним із семи «поясів», на які поділена Земля, править одна з семи планет, і дає пораду Бахраму прикрасити кожен з палаців для його дружин у відтінках кольору, з яким асоціюється планета, правляча країною, звідки прибула кожна з красунь. Спочатку Бахрам ставився скептично до пропозиції архітектора, але потім дає згоду на таке оформлення палаців для своїх дружин.

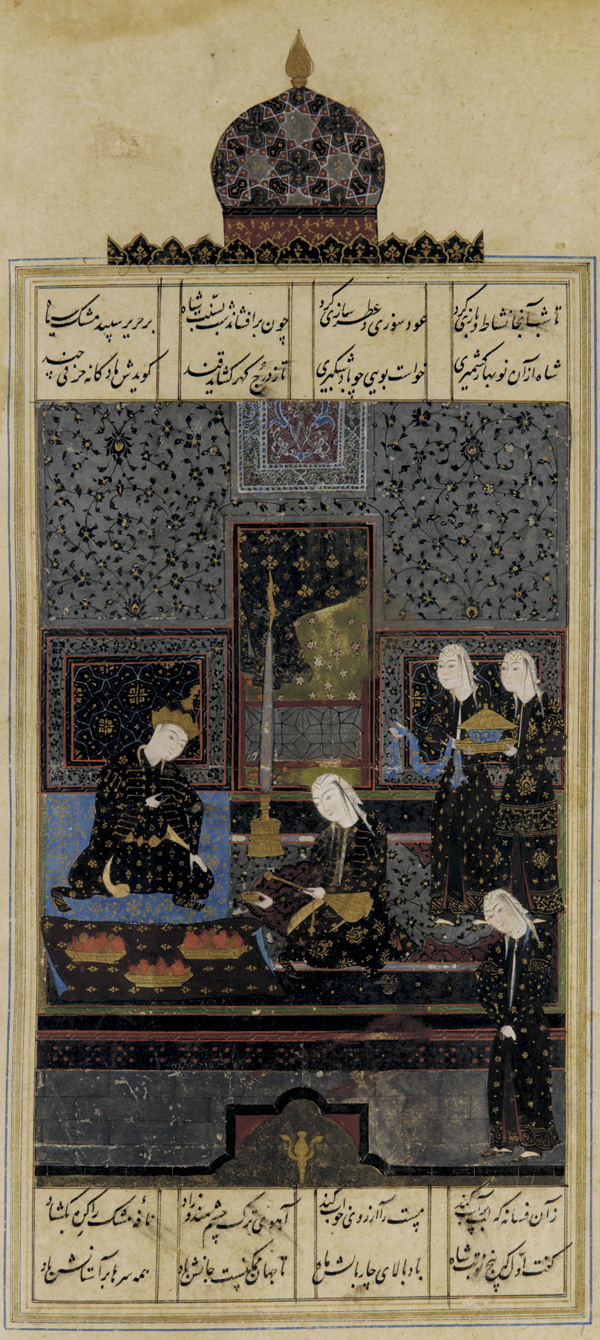
Бахрам Гур відвідує індійську красуню в чорному палаці. Мініатюра 1548 року. Ширазька школа. Художня галерея Фріра, Вашингтон

Після завершення будівництва принцеси поселяються в своїх палацах. Бахрам відвідує кожну принцесу в певний день тижня: в суботу — індійську принцесу, якою править Сатурн, в палаці з чорним куполом, в неділю — туркестанську (китайську) принцесу, якою править Сонце, у палаці з жовтим куполом, в понеділок — хорезмську принцесу, якою править Місяць, у палаці з зеленим куполом, у вівторок — слов'янську принцесу, якою править Марс, у палаці з червоною маківкою, у середу — магрибську принцесу, якою править Меркурій, у палаці з бірюзовим куполом, в четвер — румийську (візантійську) принцесу, якою править Юпітер, у палаці кольору сандалового дерева — і в п'ятницю — іранську принцесу, якою править Венера, в палаці з білим куполом. Цікаво, що Бахрам приходить до принцес у вбранні кольору їх палацу. Кожна з принцес розповідає цареві свою історію, яка відповідає певному настрою та її відповідному кольору. Сюжет кожної новели — любовне переживання, причому, у відповідності з переходом від чорного кольору до білого, груба чуттєвість змінюється духовно просвітленою любов'ю. Деякі вбачають у цьому переході містичний шлях, який повинна пройти людська душа від мороку до чистоти, до божества. Відповідно до цього цар, проходячи цей шлях, знаходив високі душевні якості. Згодом, відчувши гіркоту поразки, зраду та інші негаразди, він з любителя пригод перетворюється в гідного і справедливого правителя. Таким чином, друга тематична лінія поеми — перетворення Бахрама з легковажного царевича в справедливого і розумного правителя, який бореться зі свавіллям і насильством.
Минають роки. Доки цар переймався своїми дружинами, один із його візирів захоплює владу в країні. Раптом Бахрам усвідомлює хаос у своєму царстві: сусіди планують напасти, а скарбниця спорожніла. Він розслідує діяння міністра і, переконавшись у його провині за біди царства, засуджує його до смертної кари. Таким чином Бахрам відновлює порядок і законність у своїй країні. Опісля він наказує перетворити сім палаців своїх дружин у сім зороастрійських храмів, а сам вирушає на полювання та зникає у глибокій печері. Намагаючись знайти дикого осла (гур), Бахрам, натомість, знаходить свою могилу (гьор).

## Аналіз твору

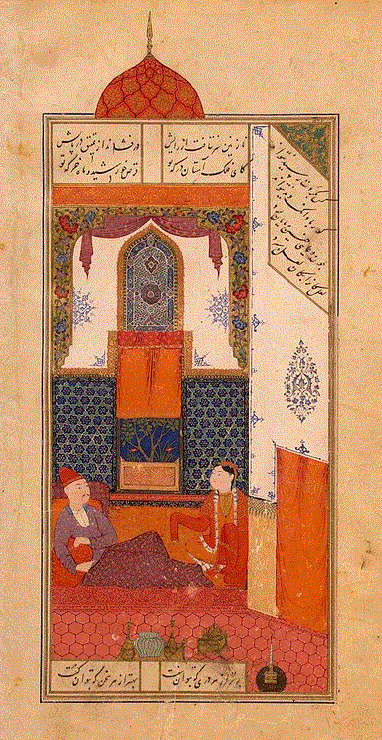
Бахрам в червоному палаці (у слов'янської принцеси). Каліграф Махмуд. 1431. Державний Ермітаж, Санкт-Петербург

Поема «Сім красунь» написана у витонченому віршованому розмірі хафиф і, за оцінками, містить від 4637 до 5136 двовіршів. У своїй передмові до критичного видання німецький сходознавець Хельмут Ріттер змалював «Сім красунь» як «найкращий  епос  новоперської поезії і в той же час… як одне з найбільш важливих поетичних творінь всій східній індоєвропейської літератури». При створенні поеми Нізамі Гянджеві вміло використовував різні старовинні джерела, серед яких можна назвати «Шах-наме», а також Сіасет-наме Нізам аль-Мулька (XI століття), з якого він узяв головну історію пастуха і його невірного пса. Цілком можливо, що сім розповідей принцес випливають з попередніх робіт, але знайти зв'язок кожного з них з відомими літературними джерелами не вдалося. Оповіді, написані Нізамі, в будь-якому разі мали великий вплив на подальший розвиток перської та світової літератури. Так, наприклад, історія, розказана четвертою (слов'янською) принцесою, є найстарішою відомою розповіддю про жорстоку принцесу, яка не має імені в Нізамі, але відома у перекладі французького сходознавця Петі де ля Кроа у більш пізньому переказі як Турандот.
Про вплив стародавніх східних сюжетів, якими скористався Нізамі Гянджеві, на західноєвропейську літературу пише італійський дослідник Італо Піцці. Так, у другому томі його книги Storia de la poesia persiana (Торіно, 1894) Піцці проводить паралель між розповіддю про загибель шаха Бахрама-Гура в трясовині, куди він потрапив, коли верхи на коні погнався за диким ослом, і язичницькою готською легендою про смерть короля готів Теодоріха Великого, якого, за легендою, чорний кінь бога Вотана забрав з королівського бенкету в Равенні в небесний чертог. Інша паралель — повість Нізамі про дочку російського царя (разом з тим і «туранського государя»), що задає важкі загадки, і італійська драма Карла Гоцці «Турандот», оброблена Фрідріхом Шиллером, — зазначено, що Гоцці запозичив сюжет для Турандот не з «Семи красунь», а зі збірки «1001 день». Однак якщо говорити про безпосередній зв'язок, то вказується про вплив оповідної рамки «Семи красунь» на повість «Амето» Джованні Боккаччо, де Амето — юний мисливець, вправний стрілець, який закохується в сім красунь, кожна з яких одягнена в особливий колір, і кожна розповідає Амето повість про кохання. При цьому Піцці зазначає, що цей старий східний сюжет є і в арабському збірнику сіцілійця ібн-Зафера (XII століття).

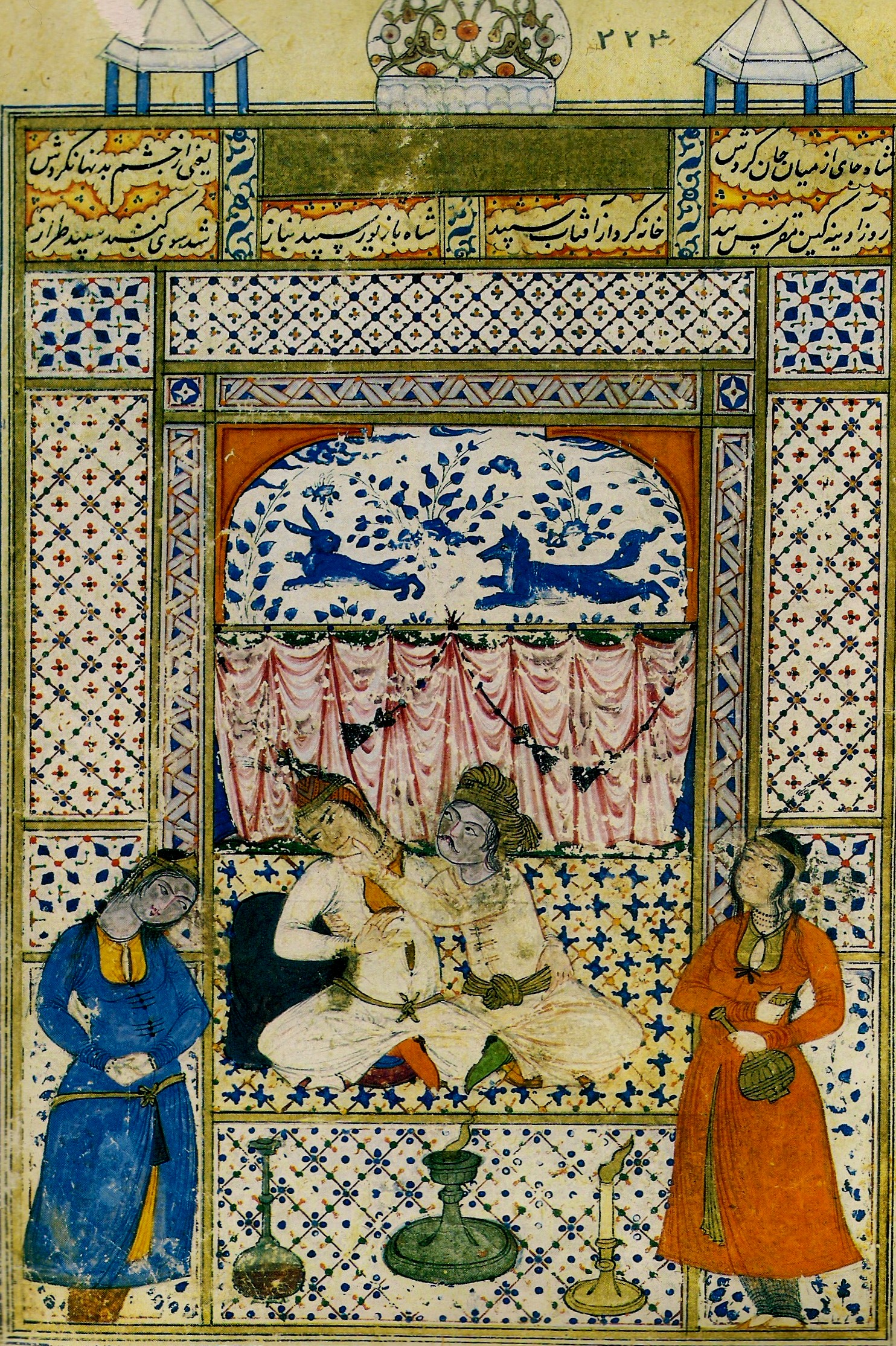
Бахрам в білому палаці. Рукопис 1636 року. Дуст Мухаммад ібн Дарвіш Мухаммад Дархаджі. Исфаханська школа. Інститут рукописів, Баку

«Сім красунь» вважається шедевром еротичної літератури, але ця робота також сповнена повчень. Згідно Енциклопедії ісламу, Нізамі залишався вірним помірності і писав про необхідність обмеження еротики стриманістю, а гедоністичних задоволень — відповідальністю за управління державою. Незважаючи на те, що поет любив описувати сцени розваги шаха, основний зміст поеми в тому, що фізичні пристрасті можуть принести найбільшу насолоду тільки тоді, коли вони знаходяться в контексті чесноти, простоти і доброти.
Потрібно зазначити, що в ісламській космології Земля знаходилась в центрі семи планет: Місяця, Меркурія, Венери, Сонця, Марса, Юпітера і Сатурна. Ці планети вважалися провідниками Бога, і їх рух мав вплив на істот і події на Землі. Нізамі вірив, що єдність світу може сприйматися через зв'язки з арифметикою, геометрією та музикою. Числа були ключами до взаємозв'язку Всесвіту; через числа множина стає єдністю, а розбіжність — гармонією. Нізамі використовував число сім як основний мотив, оскільки це число завжди мало особливе значення на Сході, бо в ісламі сім вважається першим, досконалим числом. Деякі сучасні дослідники розглядають поему як трактат у віршах про астрологію, але дослідник Франсуа де Блуа вважає це помилкою.

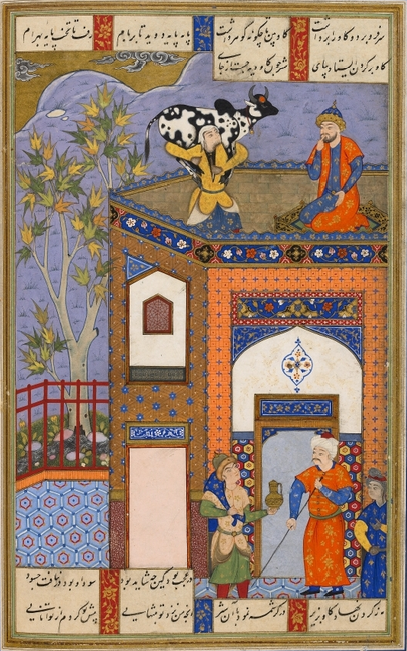
Бахрам і Фітне, що піднімає бичка. Мініатюра 1570 року. Бодліанська бібліотека, Оксфорд

Згідно Франсуа де Блуа, сенс твору явно в тому, що спроба Бахрама знайти щастя, живучи відповідно до зірками, є невдалою. Сім куполів побудовані у повній відповідності з властивостями зірок, але вони дуже близькі до того, щоб стати причиною його загибелі. Зрештою, як пише де Блуа, тільки відмова від задоволень семи куполів і прислухання до скарг семи жертв тиранії надають Бахраму статус істинного героя. І що важливо, антифаталістичне повідомлення було підкреслено в історії другої принцеси, в якому розповідається про царя, що через передбачене нещастя від власної дружини відмовився від шлюбу, але потім, підкоряючись безкорисливому коханню до дівчини-рабині, кидає виклик астрологам і бере долю в свої руки.
Енциклопедія ісламу зазначає, що фантасмагорична зміна героя поеми, Бахрама, під час його відвідин кожної принцеси охоплює символічний шлях між чорним, або таємним, величчю Божественного і білим, або чистим і єдиним. Палаци в поемі вкриті банями, що уособлювало будову Всесвіту, і через це Нізамі у своїй поемі показував гармонію Всесвіту.
Хоча в розповіді (зокрема, в історії сьомої принцеси) є містичні (суфійські) риси, точка зору на  цей твір як суфійську алегорію також помилкова. Де Блуа зазначає, що це витвір мистецтва, який дуже міцно вкоренився в цьому світі, і його етичний зміст носить принципово світський, а не релігійний характер.
Радянський сходознавець Євген Бертельс зазначає, що, хоча поема «Сім красунь» зовні справляє враження «найбільш легкої і безтурботної з поем Нізамі, де витончено всебічно розроблені теми любові, новели ніби написані лише для розваги й забави читача, насправді Нізамі уклав величезний філософський зміст в таку оболонку, яка могла полегшити йому доступ до кіл, не надто схильних до повчальних трактатів».
Азербайджанський учений Гейдар Гусейнов підкреслює, що словами «Немає такої мурашки в гробниці, на якій не було б клейма від руки насильства» Нізамі зображає в поемі гніт і несправедливість тієї епохи.

## Перші згадки про поему

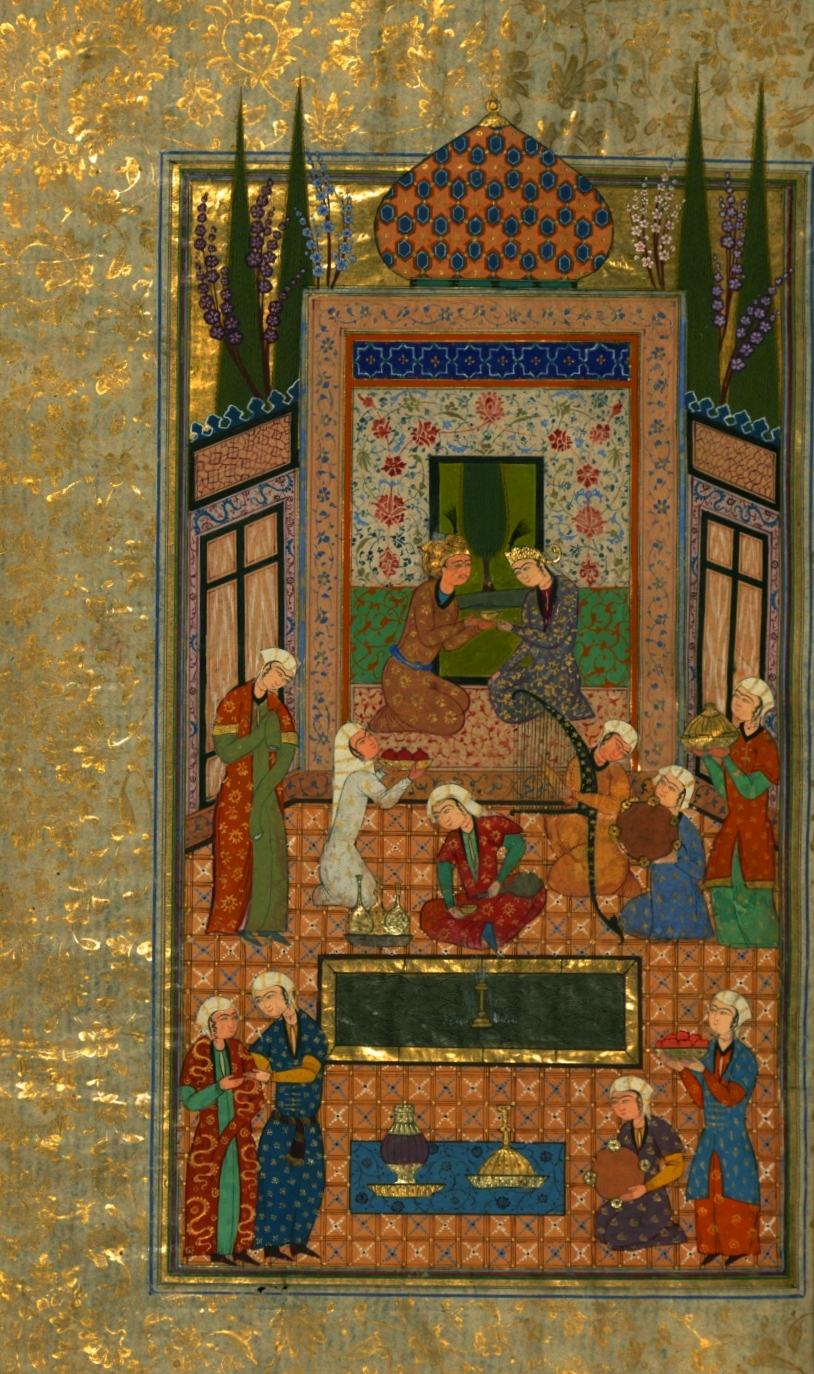
Бахрам Гур у палаці кольору сандалового дерева. 1528/29. Ядкар аль-Катіб. Художній музей Волтерс, Мон Вернон, Балтимор

Арабський географ-космограф XIII століття Закарія Казвини у своїй «Космографії» («Аджаиб аль-махлукат»; 1-я редакція 1263 року, 2-я — 1275 року) повідомив про літературну діяльність «мудрого поета Абу-Мухаммеда Нізамі» і згадав «незрівнянні поеми (дастан) рахунком чотири» («Іскендер-наме» не згадана), включаючи і «Сім красунь». Найстарішим рукописом «Хамсі», що містить і поему «Сім красунь», вважається рукопис 1400 року. Рукописи творів Нізамі, починаючи з найстаршої (1400), описані у швейцарського сходознавця Чарльза Р'є у «Catalogue of the persian manuscripts in the British museum», томі II, опублікованому в 1881 році в Лондоні (цікаво, Р'є висловив припущення, чи не був меценатом для поеми  атабек мосульський).
Наприкінці XVII століття французький сходознавець Бартелемі де Моленвіль д'Ербело склав свою східну енциклопедію «Bibliothèque Orientale» (надрукована в 1697 році), де у статті «Nazami» до творчості поета були віднесені три поеми, в тому числі і «Сім красунь» («Хефт пейкяр»). Запропонований у д'Ербело список творів поета просто з енциклопедії  переписав Вільям Джонс у бібліографічному додатку своєї «A grammar of the persian language» (Лондон, 1775).  Барон Самуель Руссо, що Довго жив в Османській імперії, у своїх «The flowers of persian literature» (Лондон, 1801) писав, що доповідь про п'ять поем «The five poems of Nezzaumee» читав у калькуттському Азійському товаристві сер Джон Шор в травні 1794 року.

## Переклади і видання
В 1832 році в Казані був опублікований віршований переклад уривка з поеми «Бехрам-Гур і російська царівна» німецькою мовою, виконаний сходознавцем Францем Ердманом, (2-е видання 1844 року там само). У 1846 році у Лондоні побачила світ посмертна книга  сера Гора Оуслі, що довго жив в Індії та Ірані, «Biographical Notices of Persian Poets». Тут була викладена, іноді в буквальному перекладі, перша частина поеми — виховання Бахрама Гура у сусіднього арабського царя Номана, передана англійською розповідь-казка китайської царівни про долю двох неоднакових супутників, що звалися Хейр (Добро) і Шерр (Зло), повість про царя і візира разом з розповідями жертв візирського тиранства (це заключна частина поеми «Сім красунь»). Німецький філолог Пол Хорн у своїй книзі «Історія перської літератури» («Geschichte der persischen Litteratur», Лейпциг, 1901) розмістив досить детальне повідомлення про зміст поеми.

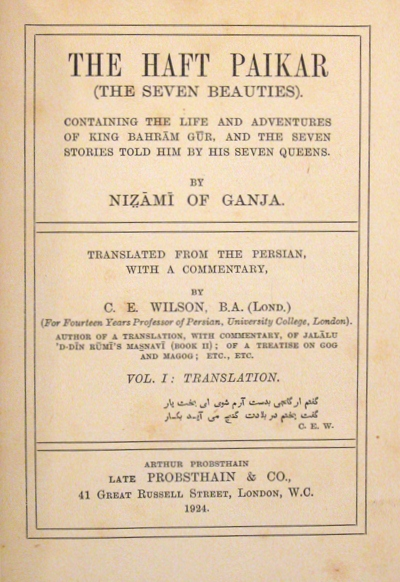
Титульний лист першого тому поеми 1924 року видання (Лондон, переклад англійською Ч. Е. Вілсона)

Критичне видання поеми було здійснено Хельмутом Ріттер і Яном Рипкою у 1934 році (Прага, надруковано в Стамбулі в 1934) на підставі п'ятнадцяти рукописів з текстами поеми і літографії 1848 року з Бомбея. Це одне з небагатьох видань перського класичного тексту, в якому застосована сувора текстуально-критична методологія: видавці розділили основні рукописи на дві групи — «а» і «б». Тільки ті вірші, які перебували в текстах рукописів обох груп, вважалися справжніми. До групи «б» були відібрані ті рукописи, які вважалися основою для видання, при тому, що фрагменти з групи «а» були опубліковані в квадратних дужках. Вірші, характерні для групи «а», були надруковані в критичному блоці.
У 1936 році в Тегерані вийшло в світ некритичне видання іранського вченого Вахіда Дастгірді, яке згодом передруковувалось. У розпорядженні Дастгірді було тридцять старих рукописів, датованих від «трохи пізніше 700 до 1000 р. х.» Поема була перевидана азербайджанським вченим Т. А. Магеррамовым (Москва, 1987). Це видання цитує варіанти з чотирнадцяти рукописів, видання Ріттера-Рипки і некритичного видання Вахіда Дастгірді, але Магеррамов не намагався розділити рукописи на розділи, і тому його версія відрізняється від празького видання. Існує також видання Барата Занджани (Тегеран, 1994). Наступні видання посилалися на празьке видання.
Існує три класичних повних перекладу поеми «Сім красунь» західноєвропейськими мовами. Вперше поема була перекладена «грубою» англійською Чарльзом Едуардом Вілсоном і видана в Лондоні в 1924 році (під поняттям «грубий» тут мається на увазі грубо-дослівний переклад, без дотримання метрики і мелодики оригіналу). Цей переклад, виконаний білим віршем, був виданий у двох томах і з деякими винятками вірно відтворював оригінал. Перший том містив переклад, а другий — коментарі до тексту. Цей переклад згодом кілька разів перевидавався. Варто відзначити, що перекладач був змушений викласти досить велику кількість віршів  латиною. Англійською мовою поему перевела також професор Оксфордського університету Джулі Скотт Мейсамі, переклад був опублікований у Великій Британії та США в 1967 році і повторно у 1995 році. Цей переклад був виконаний вільним віршем (частково римованим, частково без рими) і також ґрунтувався на виданні Ріттера-Рипки. Переклад поеми  англійською мовою, виконаний Елсі Маттіном і Джорджем Хіллом, було видано у 1976 році.
У 1967 році поема була перекладена  італійською мовою Алессандро Баузані. Цей переклад у прозі з пропусками віршів у дужках ґрунтувався на виданні Ріттера-Рипки. З різних часткових перекладів можна згадати один переклад Рудольфа Гельпке у дуже елегантній німецькій прозі. Цей переклад був виданий у 1959 році в Цюриху.
У 1922 році в Москві був опублікований російський віршований переклад уривка поеми «Нізами — Сім красунь. Розповідь індійської царівни», виконаний головою Товариства любителів російської словесності Олексієм Грузинським ще перед Першою світовою війною для видавництва Сабашникових. Уривок з поеми в прозовому перекладі  російською мовою, який був виданий в 1923 році у журналі «Схід», виконав Євген Бертельс. Повністю  російською поему перекладали Рюрик Івнев (у віршованій формі, видано в 1947 році Азербайджанським державним видавництвом і в 1959 році видавництвом Академії наук Азербайджанської РСР в Баку), Рустам Алієв (в прозі, видано в 1983 році в Баку) і Володимир Державін (у віршованій формі, видано в 1959 році в Москві, згодом перевидавалася).
Поетичний переклад поеми  азербайджанською мовою виконав поет Мамед Рагім. Поема в перекладі Мамеда Рагима видавалася в Баку також у 1983 і 2004 роках.

## У мистецтві

### У середньовічному мініатюрному живописі
Мініатюри, що зображують різні сцени з поеми «Сім красунь», до рукописів твори протягом століть створювали перські художники-мініатюристи з різних міст, таких як Тебріз, Шираз, Герат, Ісфахан, Язд, Бухара. Для відтворення в рукописах найбільш часто відбиралися сюжети, пов'язані з історією Бахрама, такі як «Бахрам на левиному полюванні», «Бахрам і дракон», «Бахрам і арфнетка на полюванні», «Битва Бахрама з левами, що стережуть корону». Вибір цих сюжетів був  якоюсь мірою зумовлений традицією зображення саме цих подвигів Бахрама, яка вже склалася до того часу, коли Нізамі закінчував свою поему, — до 1197 року. Слід зазначити, що мініатюри на ці сюжети найчастіше зображувалися і до рукописів поеми «Шах-наме» Фірдоусі.
Довгий час традиційним залишалося зображення Бахрама з драконом. Цей сюжет зустрічається в мініатюрі, виконаної Бехзадом в кінці XV століття (зберігається в Британській бібліотеці в Лондоні), в яздській  ілюстрації 1444—1445 рр. (зберігається в бібліотеці Джона Райленда в Манчестері), ілюстрації Мухаммада Замана, створеної ним в 1675 році (Британська бібліотека). Варто відзначити, що ілюстрація, виконана Заманом, що перебував під впливом європейських станкових картин, дуже відрізняється від традиційного зображення цієї сцени (дракон зображений біля ніг вершника, що є незвичним для сюжету в перському живописі). У композиції ж Бехзада зображення персонажів у порівнянні з пейзажем зменшені, тісноти в розташуванні елементів немає, сама ж мініатюра витягнута вгору, завдяки чому створюється враження вільного простору. Дракон і онагр подані фрагментарно, Бахрам ж намальований повністю. У цій мініатюрі відображено нове світосприйняття Бехзада, що оформив принцип, за яким навколишній простір став створюватися відносно фігури людини. Завдяки цьому образ Бахрама став менш узагальненими і багатограннішим.

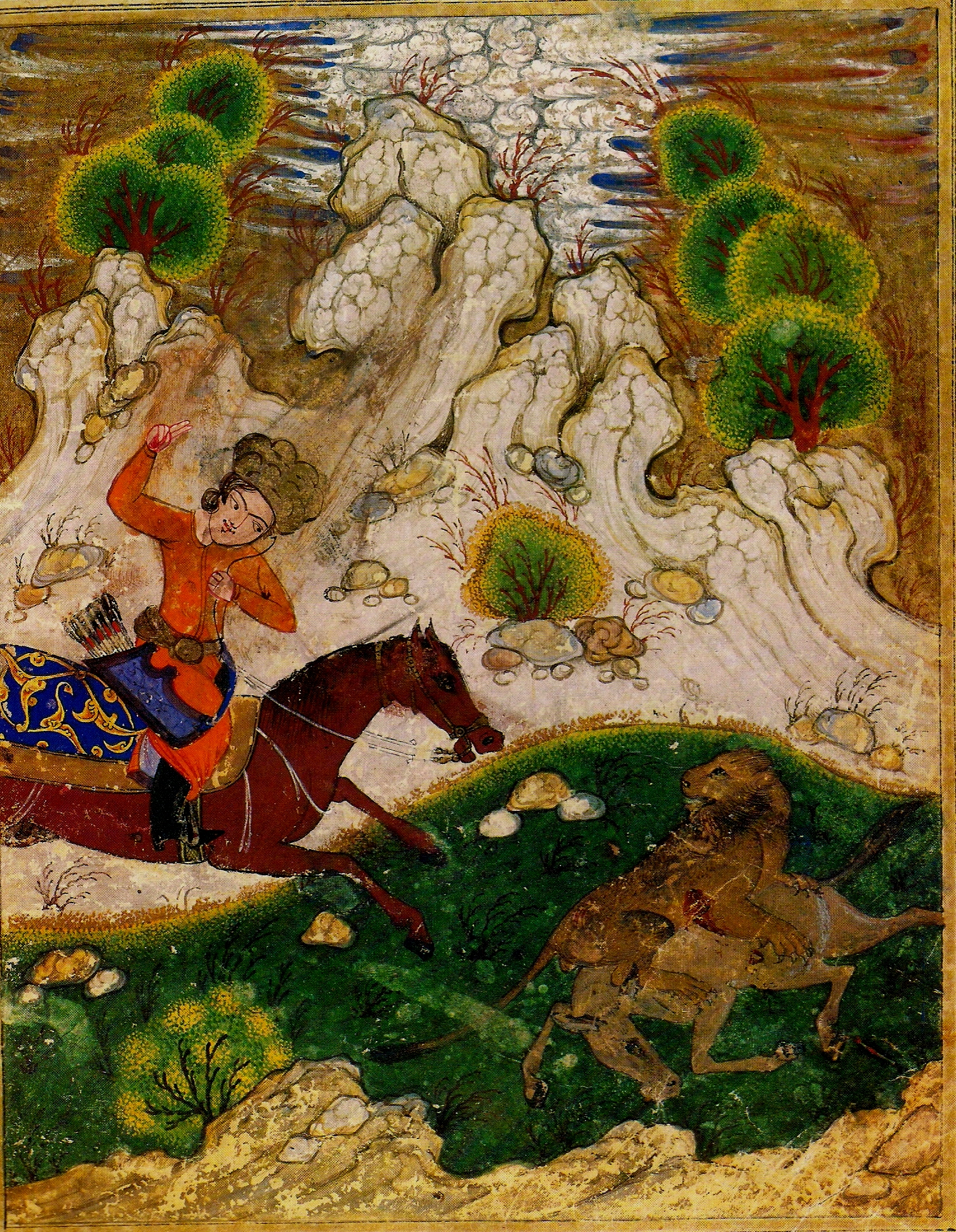
Бахрам на полюванні. Ісфаханська мініатюра 1636 року. Інститут рукописів, Баку

У мініатюрах до «Семи красунь» найпопулярнішими сценами є сцени полювання Бахрама. Слід зазначити, що традиційне зображення Бахрама на полюванні використовувалося не тільки в мініатюрах, але і при ілюструванні творів інших літературних жанрів, наприклад, історичних. Наприклад, мініатюра з «Семи красунь», що зберігається в Метрополітен-музеї в Нью-Йорку, була залучена для ілюстрації розповіді про Бахрама в історичній хроніці Табарі.
Однак тільки в рукописах поеми «Сім красунь» зустрічаються ілюстрації сюжету «Фітне піднімає бичка». Даний момент з розповіді про царя і його улюблену співачку найбільш частообирався для ілюстрування, на відміну від іншого — «Бахрам віддає Фітне воєначальникові», зустрічається тільки в тебризській мініатюрі Султана Мухаммеда (1527, Бібліотека Топкапи, Стамбул) і в ісфаханській мініатюрі 1502 року (Російська національна бібліотека, Санкт-Петербург). Зображення Фітне з бичком стало своєрідним символом поеми. Традиційне зображення цієї сцени виражало суть всього твору. У першій половині XV століття в південних школах було створено кілька варіантів ілюстрацій «Фітне піднімає бичка». У мініатюрі Йезда 1442 року (колекція Кейра) показано сходження Фітне, яка тримає свою ношу на руках, а не на плечах. У ісфаханській  ілюстрації 1435 (бібліотека Честера Бітті, Дублін) і ширазькій середини XV століття (Державна бібліотека, Берлін) Фітне і Бахрам не розділені шістдесятьма легендарними сходами.
Однією з улюблених тем мініатюристів в поемі була битва Бахрама за царський вінець. В цих ілюстраціях зображена битва Бахрама з левами. У «Хамсе» 1481 року (Російська національна бібліотека) цей сюжет виконаний традиційно, за винятком однієї деталі — на задньому плані стоїть царський престол, що очікує спадкоємця, леви ж намальовані на ланцюгу, що незвично. У мавераннахрській мініатюрі «Хамсе» 1671 року (бібліотека Честера Бітті) зображений Бахрам, що встав на трупи вбитих ним звірів і демонструє війську відвойований ним вінець.
В ілюструванні оповідань про розваги Бахрама в семи палацах увагу художників найбільше привертали картини веселощів. Казки ж, які розповідали принцеси, відтворювалися рідко. Мініатюри до розповідей про відвідування Бахрамом семи палаців відрізняються в основному своїм колористичним рішенням. В ісфаханській «Антології» 1435—1436 рр. (бібліотека Честера Бітті) Бахрам шість разів представлений на коні біля кожного палацу (початковий момент дії). Однак часто в мініатюрах зображувався бенкет Бахрама з принцесою або на лоні природи, або ж у павільйоні.
Вставні казки «Семи красунь» є фантастичними. Крім того, ці оповідання побудовані на фольклорному матеріалі. На відміну від традиційних літературних сюжетів, ці оповіді не мали таких стійких зображень, однак в їх трактуванні проявилося багато оригінальності, винахідливості. Це насамперед пов'язано з тим, що літературний матеріал сам по собі був незвичайний. У «Хамсе» 1648 року (Російська національна бібліотека) показана пригода Махана (Бірюзовий павільйон) в країні гулів, де пзображено момент, коли красуня обернулася іфритом. Жах, що охопив Махана при вигляді перевертня, здається особливо сильним в тій незвично таємничій атмосфері, в якій зображені сяйво зірок, змії, що обвивають  дерева біля водойми. Виконані частково  в Йазде в 40-х роках XV століття мініатюри «Хамсе» (бібліотека Топкапи) є рідкісним прикладом того, коли в рукописах подано ілюстрації не лише сцен розваги, але і до казок принцес.
Цікаво, що в мініатюрах до розповіді про те, як Бішр намагався врятувати Малиха, для більшої переконливості до кінця XV століття зображували колодязь в розрізі, а в ньому малювали труп. Проте в середині XV століття в Тебрізі заради достовірності був представлений лише Бішр, що здивовано поглядає на поверхню. В ілюстрації до казки білого павільйону «Юнак спостерігає за купальницями» (рукопис з бібліотеки палацу Топкапи) художник фіксував водночас дві різні сцени: купання дівчат і хлопця, що підглядає за дівчатами. Це дало можливість органічно поєднати різні події на площині аркуша.
|                                                                                            |                                                                                       |                                                                                        |                                                                           | |
| Бахрам Гур і дракон. 2 половина XVI століття. Школа Мавераннахра. Інститут рукописів, Баку | Бахрам Гур в зеленому палаці. 1481 рік. Тебризська школа. Бібліотека Топкапи, Стамбул | Бахрам Гур на полюванні. Ок. 1610. Могольськая школа, Індія. Британський музей, Лондон | Бахрам Гур в жовтому палаці. XVI століття. Бібліотека Конгресу, Вашингтон | Мехен і іфрит на ложі (казка туркестанської принцеси). Мініатюра 1648 року з Бухари. Російська національна бібліотека, Санкт-Петербург |

### В образотворчому мистецтві
Портретами героїв поеми прикрашені стіни центрального залу другого поверху будинку Шекіханових XVIII століття в місті Шекі.
Барельєф, що зображує головного героя поеми — Бахрама, що вбиває дракона, виконаний скульптором А. Хрюновым за ескізами художника Газанфара Халыкова на постаменті пам'ятника Нізамі Гянджеві в Баку, встановленого в 1949 році.
У 1959 році в Баку була встановлена бронзова скульптура-фонтан «Бахрам Гур», що зображає героя поеми Бахрам-Гура, що вбиває мечем змієподібного дракона, який оповив його ніг. Автори — Аслан Рустамов, Альберт Мустафаєв і Горхмаз Суджаддинов. Слід зазначити, що ця скульптура є першим в Азербайджані скульптурним пам'ятником літературному герою однієї з поем Нізамі Гянджеві.
У 1979 році за малюнками азербайджанського художника Мікаіла Абдуллаєва в підземному залі станції «Нізамі Гянджеві» Бакинського метрополітену було виконано вісімнадцять мозаїчних композицій на теми поем Нізамі Гянджеві. Три мозаїчних панно зображують героїв поеми «Сім красунь». Це — «Бахрам і дракон», що зображує Бахрама, який вбиває дракона, «Подвиг Бахрама», що зображує Бахрама, здолавшого двох левів й узявшого корону, і «Фітне», на якому зображена Фітне, яка піднімає бичка.
У рідному місті Нізамі, в Гянджі, у мавзолеї поета азербайджанським скульптором Горхмазом Суджаддиновым споруджено 22-метровий багатофігурний комплекс — монумент поета, виконаний з полірованого бордового граніту, оточений відлитими в бронзі фігурами героїв його творів «Хамсі». Одна з фігур зображує героїню поеми «Сім красунь», Фітне, що піднімає бичка.
20 липня 2012 року в Баку була розміщена скульптурна композиція Наїля Алекперова «Сім красунь», що представляє собою розміщені один на одному склянки «армуди», які є національними азербайджанськими склянками для чаю. Ці грушоподібні склянки, асоціюються з лініями і формами оголеного жіночого тіла, символізують сім красунь з однойменного твору Нізамі Гянджеві.
| | | | |
| Барельеф с изображением Бахрама, убивающего дракона, на памятнике Низами в Баку. Выполнено А. Хрюновым по эскизам Газанфара Халыкова, 1949 | Фонтан «Бахрам Гур» в Баку. Скульпторы — Аслан Рустамов, Альберт Мустафаев и Горхмаз Суджаддинов, 1959 | Барельеф «Семь красавиц», изображающий охотящегося на гура Бахрама и семь принцесс в подземном переходе на улице Низами в Баку | «Бахрам и дракон». Мозаичный рисунок на станции метро «Низами Гянджеви» в Баку. Художник Микаил Абдуллаев, 1979 |

### В музиці
На початку 1940-х років азербайджанський композитор Узеїр Гаджибеков задумав створити сім романсів на вірші Нізамі Гянджеві відповідно до образів семи героїнь з поеми «Сім красунь». Композитор збирався у кожній вокальній мініатюрі розкрити певний музичний портрет, змалювати психологічний стан, його характер, почуття, внутрішній мир і духовну красу. Однак Гаджибеков написав лише два романси — «Сенсиз» («Без тебе», 1941) і «Севгілі джанан» («Кохана», 1943).

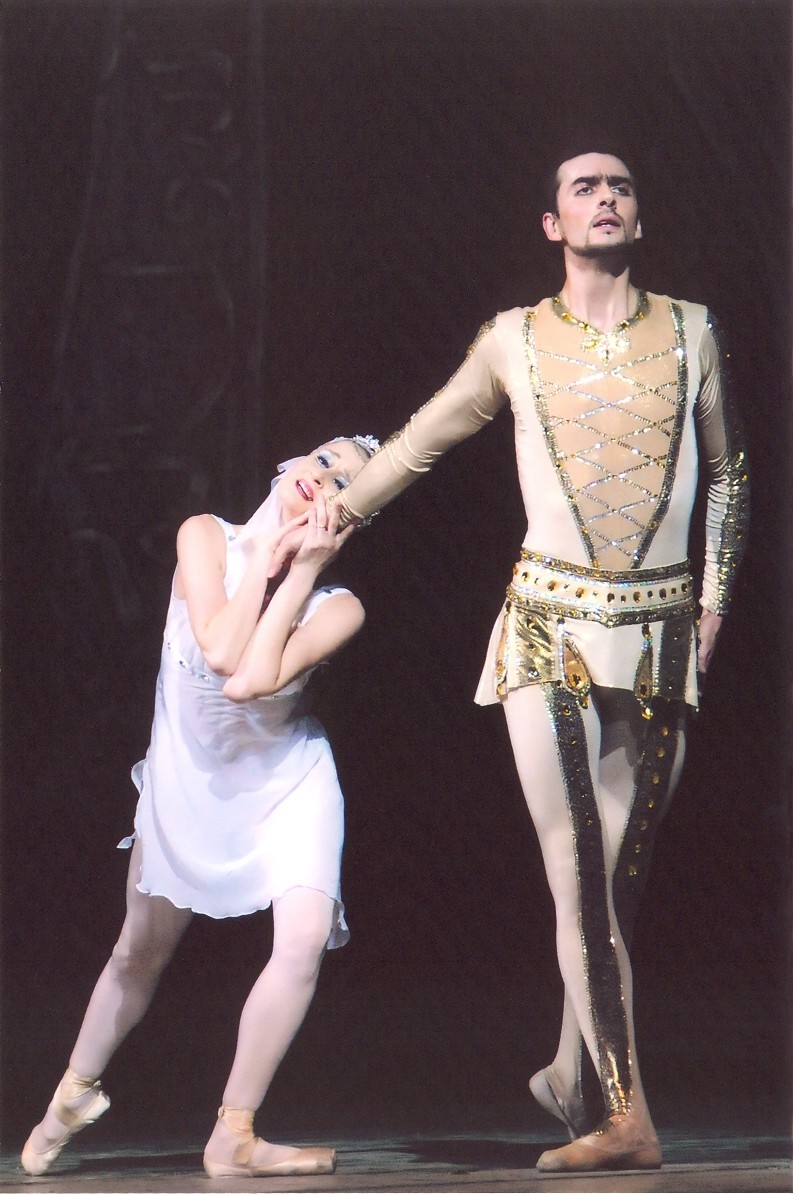
Сцена з постановки балету «Сім красунь» Кара Караєва (1952). У ролі Бахрама — Гюльагаси Мірзоєв, 2010 рік (Фото В. Джафарова)

У 1949 році азербайджанський композитор Кара Караєв пише сюїту «Сім красунь», а в 1952 році за мотивами поеми — однойменний балет (автори лібрето — Ісмаїл Ідаятзаде, Юрій Слонімський і Сабіт Рахман). Цей балет був вперше поставлено на сцені Азербайджанського театру опери і балету в Баку 7 листопада 1952 року. У другій редакції балет був поставлений там само в 1959 році. У радянські роки балет «Сім красунь» був поставлений також на сценах театрів Москви, Ленінграда, Новосибірська, Львова, Ташкента, Праги, Брно і т. д. Однак на початку 1990-х вистава зникла з репертуару. Декорації, створені в радянський час, прийшли в непридатність, та й лібрето вимагало переробки. Балет поставили знову в Баку в грудні 2008 року (автором нового лібрето стала Яна Теміз). 21 лютого 2011 року оновлений балет «Сім красунь» вперше був поставлений на сцені Большого театру в Москві. Як зазначає музикознавець Ельміра Абасова, в балеті «Сім красунь» відтворюються гуманістичні образи поеми Нізамі, а для музики твору «характерне вільне творче переінтонування народного мелосу».

### В театрі
7 грудня 2012 року в Баку на сцені Азербайджанського державного російського драматичного театру ім. Самеда Вургуна відбулася прем'єра вистави литовського режисера Йонаса Вайткуса «Сім красунь» зо однойменною поемою Нізамі Гянджеві, присвячена 870-річчю поета. Роль Нізамі у виставі зіграв заслужений артист Азербайджану Фуад Османів, сім красунь — заслужена артистка Наїна Ібрагімова, а також інші актриси театру. Роль Бахрам-шаха втілив Мурад Мамедов. Також у виставі зіграли такі артисти, як Гаджі Мурад Ягизаров, Юрій Баліїв, Олег Амирбеков та ін. У виставі були використані уривки з балету Кара Караєва «Сім красунь». У вересні 2013 року показ вистави відбувся на сцені Малого театру Москви.

### В кінематографі
У 1970 році на кіностудії «Азербайджанфільм» було знято мультиплікаційний фільм «Фітне», в основу сюжету якого покладено розповідь про Бахрама і Фітне з поеми.
У 1975 році творчим об'єднанням «Екран» був знятий фільм-балет «У світі легенд», в якому була показана сцена і вальс з балету Кара Караєва «Сім красунь», поставленого за мотивами поеми. Постановку здійснив заслужений діяч мистецтв РРФСР Петро Гусєв, роль Бахрам-шаха виконував заслужений артист Азербайджанської РСР Володимир Плетньов, роль Найпрекраснішої — заслужена артистка Азербайджанської РСР Чимназ Бабаєва. Інші ролі виконували артисти Азербайджанського театру опери і балету.
В 1982 році на екрани вийшов фільм-балет «Сім красунь», повністю знятий за однойменним балетом Кара Караєва за мотивами поеми Нізамі. Фільм був знятий на замовлення Державного комітету СРСР по телебаченню і радіомовленню на кіностудії «Азербайджанфильм» режисером Феліксом Слидовкером. Лібрето та хореографія — Рафиги Ахундова і Максуда Мамедова, авторами сценарію були Максуд і Рустам Ібрагімбекови, над костюмами працював Тогрул Наріманбеков. Роль Бахрама виконував Вадим Гуляєв, роль Айші — Наталія Большакова, роль Візира — Галі Абайдулов. Також у фільмі знімалися артисти Азербайджанського театру опери і балету.